# هانوماناسانا

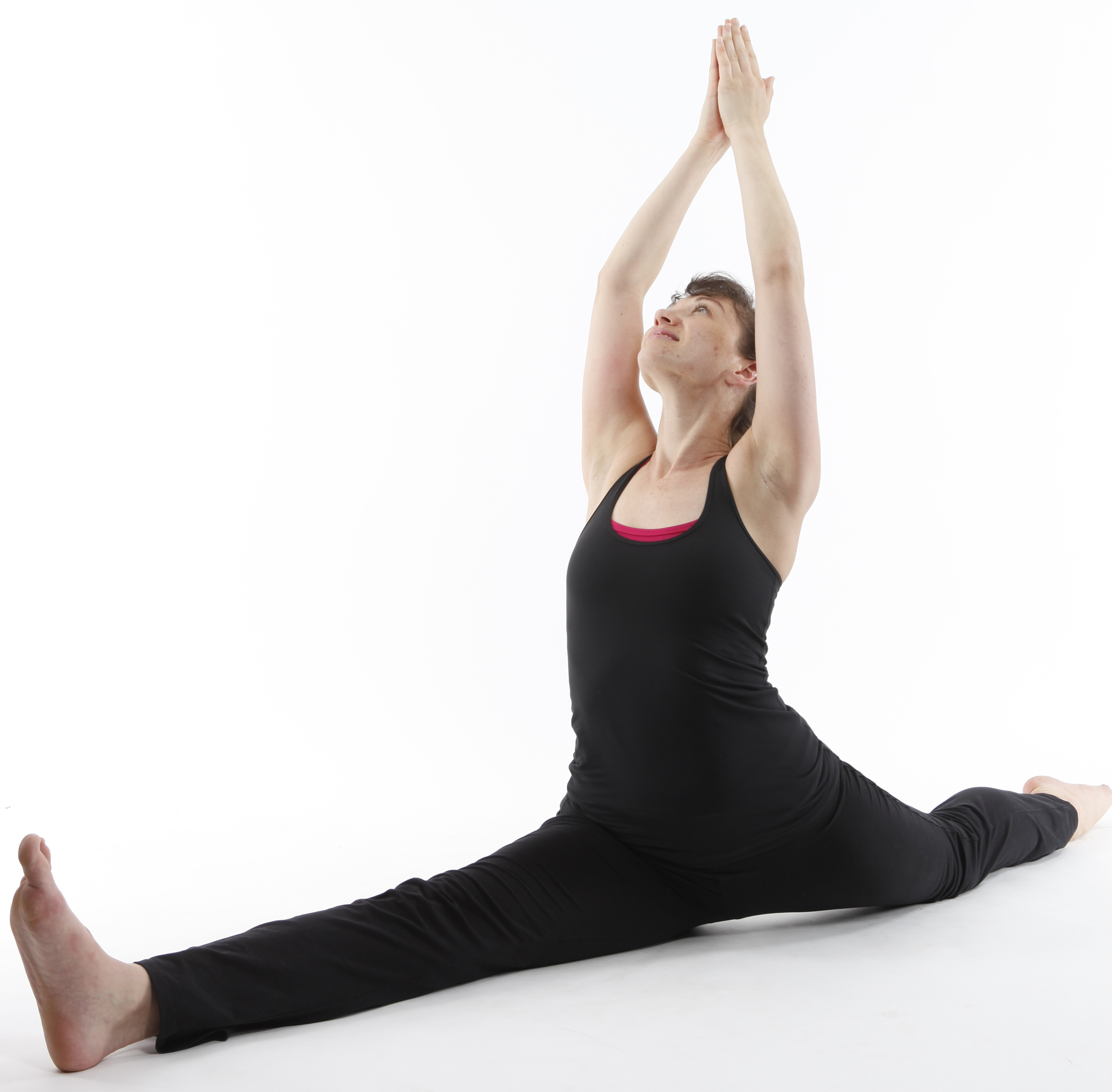
هانوماناسانا

هانوماناسانا (سانسکریت: हनुमानासन) یا حالت میمون یک آسانای نشسته در و یوگا مدرن به عنوان ورزش است.

## ریشه‌شناسی
این نام از کلمات سانسکریت Hanuman (یک موجود الهی در هندوئیسم که شبیه میمون است) و asana (حالت بدن) گرفته شده‌است. این وضعیت به یاد جهش عظیم هانومان برای رسیدن به لانکا از سرزمین اصلی هند است.
این حالت در متون هاتا یوگا قرون وسطایی توصیف نشده‌است. در قرن بیستم در سنت‌های متنوع یوگا مطرح می‌شود.

## شرح
هانوماناسانا یک حالت پیشرفته است.
یک پا را به جلو و دیگری را مستقیم به عقب کشیده و بازوها بالای سر کشیده شوند و کف دست‌ها به هم متصل شوند.